# Альтанник королівський
Альтанник королівський (Sericulus chrysocephalus) — вид горобцеподібних птахів родини наметникових (Ptilonorhynchidae).

## Поширення
Австралійський ендемік. Поширений у тропічних лісах і саванах у східній частині Австралії від центрального Квінсленду до Нового Південного Уельсу.

## Опис

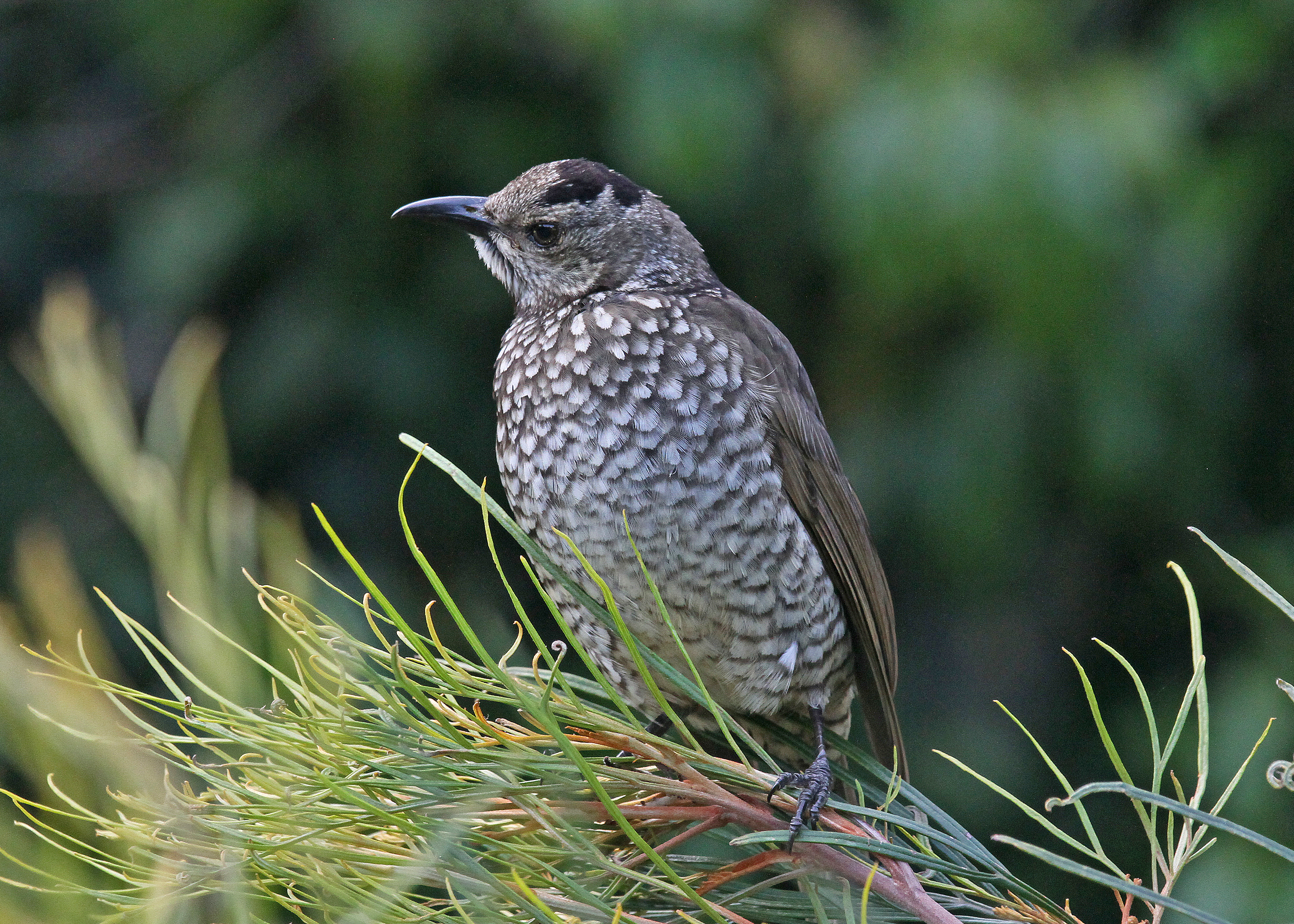
Самиця

Птах невеликого розміру (24 см завдовжки, вагою 76—138 г) з пухнастим і масивним зовнішнім виглядом, округлою головою з коротким, конічним і тонким дзьобом з широкою основою, довгими великими крилами, коротким квадратним хвостом.
В оперенні помітний чіткий статевий диморфізм. У самиць оперення коричневого забарвлення з сіруватими відтінками на потилиці, спині та крилах, а пір'я грудей, живота та боків мають сірувато-білі краї, що надає забарвленню рябий ефект. На маківці голови, центрі горла і центрі спини є круглі плями коричнево-чорнуватого кольору. У самців оперення повністю чорно-жовте: чорні брови, щоки, горло, груди, живіт, підхвістя, гузка, хвіст та крила, тоді як решта голови, потилиця, спина та махові пера (які, однак, мають чорний кінчик) золотисто-жовтого кольору з помаранчево-червонуватими відтінками на лобі та верхівці.
Дзьоб у самиць чорнуватий, а у самців — рожево-жовтий. Очі — у самиці оливково-коричневі, а у самців — жовті. Ноги у обох статей чорні.

## Спосіб життя
Трапляється поодинці або невеликими зграями. Більшу частину дня проводить під пологом лісу. Всеїдний птах: раціон складається з фруктів (переважно з інжиру) та дрібних безхребетних.
Сезон розмноження триває з вересня по березень. Полігамні птахи, самець намагається спаровуватися з якомога більшою кількістю самиць і не цікавиться долею потомства. З початком шлюбного періоду самці займають невелику ділянку лісу, розчищають її від сміття, будують на землі весільний намет, що складається з двох рядів гілочок, посаджених вертикально на землю. Намет прикрашає кольоровими предметами (черепашками, листям, квітами та ягодами). Після того, як робота закінчена, самець розміщується на сусідній гілці, намагаючись привернути увагу самиць своїм співом.
Після спарювання обидві статі розходяться: самець і далі намагається залучити потенційних партнерок, тоді як самиця будує гніздо, що має вигляд масивної чашоподібної конструкції з гілочок і переплетених рослинних волокон між гілками дерева або чагарника. У кладці 1—3 плямистих яєць. Інкубація триває близько двадцяти днів. Пташенята вилітають з гнізда приблизно на трьох тижнях життя, але продовжують залишатися з матір'ю протягом тривалого часу.